# Moses Lake
Moses Lake és una població dels Estats Units a l'estat de Washington. Segons el cens del 2008 tenia 18.310 habitants.

## Demografia
Segons el cens del 2000, Moses Lake tenia 14.953 habitants, 5.642 habitatges, i 3.740 famílies. La densitat de població era de 567,1 habitants per km².
Dels 5.642 habitatges en un 35,1% hi vivien nens de menys de 18 anys, en un 50,3% hi vivien parelles casades, en un 11,5% dones solteres, i en un 33,7% no eren unitats familiars. En el 27,4% dels habitatges hi vivien persones soles l'11,2% de les quals corresponia a persones de 65 anys o més que vivien soles. El nombre mitjà de persones vivint en cada habitatge era de 2,6 i el nombre mitjà de persones que vivien en cada família era de 3,2.
Per edats la població es repartia de la següent manera: un 28,8% tenia menys de 18 anys, un 10,6% entre 18 i 24, un 28% entre 25 i 44, un 19% de 45 a 60 i un 13,5% 65 anys o més.
L'edat mediana era de 32 anys. Per cada 100 dones de 18 o més anys hi havia 94,1 homes.
La renda mediana per habitatge era de 36.467 $ i la renda mediana per família de 42.096 $. Els homes tenien una renda mediana de 34.945 $ mentre que les dones 25.193 $. La renda per capita de la població era de 16.644 $. Aproximadament l'11% de les famílies i el 15,1% de la població estaven per davall del llindar de pobresa.

## Poblacions més properes
El següent diagrama mostra les poblacions més properes.